# Bombyx
Bombyx Linnaeus, 1758 è un genere di lepidotteri notturni, noti come falene della seta, appartenenti alla famiglia Bombycidae, le cui larve sono note col nome di bachi da seta.

## Specie
- Bombyx horsfieldi (Moore, 1860)
- Bombyx huttoni (Westwood, 1847)
- Bombyx incomposita (van Eecke, 1929)
- Bombyx lemeepauli (Lemée, 1950)
- Bombyx mandarina (Moore, 1872)
- Bombyx mori (Linnaeus, 1758)
- Bombyx rotundapex (Miyata & Kishida, 1990)
- Bombyx shini (Park and Sohn, 2002)

## Ibridi
All'interno di questo genere sono noti due casi di ibridazione seminaturale:
- Bombyx mandarina × mori, ibrido tra un maschio di Bombyx mandarina e una femmina di Bombyx mori
- Bombyx mori × mandarina, ibrido tra un maschio di Bombyx mori e una femmina di Bombyx mandarina

## Alimentazione
I bachi si nutrono di Moraceae, soprattutto di gelsi. I bachi da seta domestici possono anche essere nutriti con mangime a base di gelso.